# Euthlastoblatta mira
Euthlastoblatta mira är en kackerlacksart som först beskrevs av Rehn, J. A. G. 1932.  Euthlastoblatta mira ingår i släktet Euthlastoblatta och familjen småkackerlackor.
Artens utbredningsområde är Kuba. Inga underarter finns listade i Catalogue of Life.